# Brad Delson
Bradford Phillip Delson (Agoura, 1 de diciembre de 1977) es músico estadounidense, conocido por ser el guitarrista líder de la banda Linkin Park. También es el A&R de Machine Shop Recordings.

## Biografía
Brad Delson asistió a la Escuela Superior de Agoura con su amigo de la infancia y compañero de banda Linkin Park, Mike Shinoda. Tocó en varias bandas a lo largo de su carrera en la preparatoria, el más notable grado de ser relativa, en la que conoció y se asoció con el baterista Rob Bourdon. Relative Degree fue simplemente un concierto y, después de alcanzar ese objetivo, se disolvió.
Después de graduarse en 1995, Delson, Shinoda, y Bourdon formaron Xero, que finalmente se convertiría en el punto de partida para Linkin Park.
Delson entró en UCLA en 1995 como becario Regent trabajando hacia un título de Licenciada en Ciencias de la Comunicación, con especialización en Negocios y Administración. Fue miembro de Phi Beta Kappa, y compartió un dormitorio con el futuro compañero de banda Linkin Park, Dave Farrell en tres de sus cuatro años en la escuela, Farrell le mostró como tocar el bajo, y así también aprendió como tocar el bajo. Delson también tuvo la oportunidad de hacer una pasantía con un miembro de la industria de la música como parte de sus estudios y terminó trabajando para Jeff Blue, un representante de A & R de Warner Bros. Records, que ofrece una crítica constructiva en los demos de Xero. Blue más tarde introdujo Chester Bennington, que se convertiría en el vocalista de Linkin Park, con el resto de la banda.
Después de graduarse en 1999, Delson decidió renunciar a la facultad de derecho con el fin de seguir una carrera musical con Linkin Park. Él sigue siendo un gran fan de todas las cosas azul y oro. Brad es de ascendencia judía.

### Linkin Park
En 1999, la banda de Delson, Xero, reemplazó al exvocalista de Mark Wakefield con el natal de Arizona Chester Bennington y cambió su nombre por Hybrid Theory. En poco tiempo, Delson, junto con Shinoda, había producido el Hybrid Theory de seis pistas (EP), su distribución a distintos sitios web en línea y ganar culto de su propia banda. En el año 2000, después de un cambio más del nombre de la banda, Linkin Park fue firmado por Warner Bros. Records.
El 24 de octubre de 2000, Linkin Park lanzó el éxito abrumador: Hybrid Theory. Durante el próximo año, Delson ayudó a producir el álbum remix "Reanimation" (2002), y añadió su propia visión creativa en la interpretación remezclada de "Pushing Me Away" ("P5hng Me A * wy").
Después de Reanimation, Delson jugó un papel clave en la producción de segundo álbum de estudio de Linkin Park, Meteora (2003), que contó con más pesados riffs de guitarra que los de Hybrid Theory.
Linkin Park lanzó su tercer álbum de estudio de Minutes to Midnight el 15 de mayo de 2007 en los Estados Unidos. Para este álbum, la banda se apartó del estilo nu metal que habían perfeccionado en Hybrid Theory y Meteora, y desarrolló un sonido completamente nuevo. Para Delson, esto significa experimentar con diferentes guitarras y amplificadores, tanto nuevos como antiguos. También significó que tenía que hacer a un lado su aversión por los solos de guitarra, que se presentan en canciones como Shadow of the Day, What I've Done, "In Pieces" y "The Little Things Give You Away".
Mientras que la banda reconstruido la canción "The Little Things Give You Away", Delson experimentado con un E-Bow, la creación de una canción llamada "E-Bow Idea", que más tarde fue cambiado a No More Sorrow. Los oyentes también pueden oírlo tintinear sus llaves en Given Up, una idea que se le atribuye en el folleto del álbum, así como las múltiples pistas de las manos aplaudiendo. También ha tocado el piano en algunos de los espectáculos en vivo en la canción Hands Held High.
Brad también añadió su propia visión creativa en New Divide, la canción compuesta por Linkin Park para Transformers: la venganza de los caídos en 2009. También fue el último sencillo de la banda antes de que tomaran caminos separados, lejos de sus proyectos para componer la música para su próximo disco - A Thousand Suns.
Normalmente, a Delson suele verse con un par de grandes auriculares, que son diseñados por Shinoda y cambian con cada lanzamiento. En el disco Road to Revolution: Live at Milton Keynes afirma que los auriculares le permiten entrar en la matriz y que de no usarlos no estaría en completa sincronización con la banda.

### Proyectos Paralelos
- 2002-presente - A & R Representante para grabaciones de Taller de mecánica, de Warner Bros. etiqueta legal iniciado por ambas Delson y Shinoda en 2002. Delson es responsable del scouting de artistas, como Holly Brook, y la firma a la etiqueta.
- 2006 - Producción "Where'd You Go (BBB Remix)", que apareció en el sencillo comercial de Fort Minor "Where'd You Go".
- 2008 - Ayudado en la producción de partes de la guitarra y siempre de Busta Rhymes "We Made It", que contó con Linkin Park.

## Vida personal
Delson se casó con Elisa Boren en septiembre de 2003 en una boda judía en el Centro Cultural Skirball. Tienen tres hijos juntos: Jonah Taylor, nacido el 25 de marzo de 2008; Noa Parker, nacido el 15 de mayo de 2010 y Evan Ruby, nacido el 19 de diciembre de 2012. Tiene dos hermanos menores. Delson también se ocupa de muchos de los aspectos del negocio de Linkin Park junto con su padre Donn Delson. Juntos, los dos crearon BandMerch, que se ocupa de los asuntos de comercialización de Linkin Park y otros. En 1991, Delson fue un extra en la película "El alucinante viaje de Bill y Ted".
Él fue el orador principal en la universidad de su alma mater de la UCLA de Letras y Ciencias de la ceremonia inaugural el 12 de junio de 2009 en el Pauley Pavilion.